# Born Again (Rare Bird)
Born Again is het laatste studioalbum van de Britse muziekgroep Rare Bird. De groep, die jarenlang kon teren op de successen van de single Sympathy kreeg eigenlijk nergens vaste voet aan de grond. Hun platenlabel Polydor probeerde Rare Bird te promoten door de band te koppelen aan de toen in opkomst zijnde symfonische rockband Barclay James Harvest door een promotiesingle via Melody Maker te verspreiden. Negative earth van BJH gekoppeld aan Diamonds van Rare Bird bracht echter geen verder succes. Rare Bird toerde wel met BJH. Eind 1974 verscheen van het album nog de single Body and soul (met Redman), maar dat bleef ook onsuccesvol. De single Don’t be afraid/Passing through, dat begin 1975 verscheen, betekende het eind van de band; de invloed van discomuziek is dan duidelijk merkbaar.
Born Again werd opgenomen in de Polydor Studio in Londen in de maanden december 1973 en januari 1974. Sommige leden gingen op in andere bands.

## Musici
- Steve Gould – zang, gitaar, basgitaar, elektrische piano Last tango; hij vertrok naar Headstone en later Dave Greenslade, Mike Rutherford,  en Ten Years After
- Dave Kaffinetti – toetsinstrumenten waaronder hammondorgel, achtergrondzang; hij vertrok naar Headstone, This Spinal Tap (als David Kaff)
- Andy Rae- basgitaar
- Fred Kelly – slagwerk, achtergrondzang

met
- Kevin Lamb – achtergrondzang op Lonely street en Peace of mind

## Muziek
| Nr. | Titel                              | Duur |
| --- | ---------------------------------- | ---- |
| 1.  | Body and soul                      | 3:10 |
| 2.  | Live for each other                | 2:56 |
| 3.  | Diamonds                           | 4:08 |
| 4.  | Reaching you                       | 3:31 |
| 5.  | All that I need                    | 3:58 |
| 6.  | Redman                             | 3:43 |
| 7.  | Peace of mind                      | 5:24 |
| 8.  | Harlem                             | 3:23 |
| 9.  | Lonely street                      | 3:13 |
| 10. | Last tango in Beludah              | 6:27 |
| 11. | Don’t be afraid (bonustrack op cd) |      |
| 12. | Passin’ through (idem)             |      |